# دانبکووا پارووا
دانبکووا پارووا (به لهستانی:  Dąbkowa Parowa) یک روستا در لهستان است که در گمینا شچوتووو واقع شده‌است.